# Шапел Теме
Шапел Теме (фр. Chapelle-Thémer) насеље је и општина у западној Француској у региону Лоара, у департману Вандеја која припада префектури Фонтне ле Конте.
По подацима из 2011. године у општини је живело 360 становника, а густина насељености је износила 23,84 становника/km². Општина се простире на површини од 15,1 km². Налази се на средњој надморској висини од 62 метара (максималној 97 m, а минималној 29 m).

## Демографија
| 1962. | 1968. | 1975. | 1982. | 1990. | 1999. | 2011. |
| ----- | ----- | ----- | ----- | ----- | ----- | ----- |
| 571   | 576   | 506   | 459   | 366   | 335   | 360   |

График промене броја становника у току последњих година